# 門前清自摸
自摸門前清（又稱不求人）是麻将中的一种糊牌方式，在門前并且自摸食糊的情况下成立。换句话说，食糊時手上所有的牌都是自己摸到的。日本麻雀計1翻，香港麻將計2翻，廣東麻雀新章和台灣麻雀計3翻。非門清的自摸形式，參閱自摸 (麻雀)一頁。
可以和槍槓、河底、人和以外的全部的役复合，因此被看成是最基本的役。
原本不可以和平和复合，不过承认二者复合的规则正在普及。
如果門前而靠别人打出的牌和牌，門前清自摸和不成立。作为补偿，可以得到10符的加符。詳細可参看日本麻將計分方法#符的計算。

## 例子
自摸
和了役只有自摸。一筒的暗刻8符+嵌張听牌2符+自摸2符，合计40符1翻。如果和牌的是闲家，另两个闲家支付400点，庄家支付700点；如果和牌的是庄家，另外三人每人支付700点。